# بانغ تونغ
بانغ تونغ مستشار لإمير الحرب الصيني ليو باي في نهاية عصر مملكة هان.

## النشأة
بانغ تونغ من مقاطعة شيان يانغ في ولاية تجينغ تزو التي كانت خاضعة لإمير الحرب ليو بياو ولد سنة 179 و في صغره كان باستطاعته تفسير كتاب سون تزو وعندما بلغ التاسعة عشر زار المعلم الكبير سيما هوي في مقاطعة تجينغ تزو وكان صديق المستشار جوكيه ليانغ
```
كان عمه بانغ ديونغ يسميه صقر الأسياد وكان ذكيا جدا
كان يخدم في مقاطعة 
نانجينغ
 وبعد هجوم قوات 
سون تشوان
 عليها بقيادة زو يو خدم بانغ تونغ زو يو ولكن زو يو توفي في سنة 210 م فظل بانغ تونغ يتجول بين مقاطعة جيان دونغ وتجينغ تزو
```

## خدمته لليوباي
أثناء مأتم زو يو ظهر بانغ تونغ وكان يبدوا مخمورا وقال بحزن تزو يو نكرة أنا من خططت لمعركة الجرف الأحمر وكان محقا فهو الذي ذهب لتساو تساو وإقترح عليه ربط السفن ببعضها لكي يتخلص الجنود من دوار البحر
أثناء المأثم حاول لوسو خليفة زو يو جعل بانغ تونغ يخدم السيد وو سون تشوان فوافق على هذا لكن سون تشوان وأمه رفضوا بحجة إساءته لزو يو فرحل بانغ تونغ لتجينغ تزو
وبعد وصوله لم يعجب ليو باي به لإنه لم يكشف إسمه الحقيقي بعد وكان ليو باي يتبع طريقة جده الإمبراطور غاوزو فأجرى امتحان لإذكياء تجينغ تزو فإجتاز بانغ تونغ الأختبار بنجاح فعينه ليو باي في منصب قاضي صلح في بلدة صغيرة
توالت بعدها المشاكل فأرسل ليو باي شقيقه زانغ في ليحقق في الأمر فوجد بانغ تونغ يشرب وينام فطلب منه إنهاء الأعمال والرحيل وكانت هذه إهانة لبانغ تونغ ولكن بانغ تونغ أنهى بالفعل أعمال 200 يوم في 3 ساعات فحبسه زانغ في وأرسل لشقيقه ليو باي يخبره بإنه وجد بانغ تونغ
```
رفض بانغ تونغ خدمة ليو باي فرافقه ليو باي في طريق العودة وعندها علم بانغ تونغ بطيبة ليو باي فأقسم أن يخدمه ليجدد 
مملكة هان
```

## احتلال سيتشوان
سيتشوان هي ولاية تقع في جنوب غرب الصين القديمة وكانت مقرا لمملكة هان منذ التأسيس فهي الولاية التي بدأ منها الإمبراطور غاوزو إخضاع البلاد
```
وكان يحكم هذه الولاية السيد ليو زانغ الذي كان أحد أتباع سلالة هان وأحد أفرادها 
وكانت السيطرة عليها ثمتل السيطرة على نصف البلاد 
```

وكان جوكيه ليانغ أخبر ليو باي بإنه يجب عليه السيطرة عليها
```
وعندما هجم زانغ لو عليها طلب ليو زانغ من ليو باي مساعدته فوافق فخرج ليو باي مع بانغ تونغ فهجموا على زانغ لو فإنتصروا لكن بعض وزراء ليو زانغ أخبروه بإن ليو باي يريد السيطرة عليها 
```

حاول بانغ تونغ إقناع ليو باي باحتلالها لكنه فشل بسبب طيبة ليو باي
وكان جنرال ليو زانغ زانغ هان قد أعد كمين لجيش ليو باي في وادي لوفينغ وعند اقترابهم عرف بانغ بهذا فطلب من ليو باي أن يسمح له بالدخول أولا فوافق
فقتل بانغ تونغ عن طريق41 سهما فهجم ليو باي وأخذ سيتشوان انتقاما لليو باي وبهذا أصبح ليو باي يسيطر على نصف البلاد